# Муравейникова Ольга Василівна
Ольга Василівна Муравейникова (нар. 29 січня 1979) — білоруська футболістка, нападниця.

## Життєпис
На початку XXI століття виступала за російський клуб «Нева» (Санкт-Петербург) в змаганнях з футболу та футзалу. У 2003 році, коли «Нева» проводила свій дебютний сезон у першому дивізіоні, спортсменка стала найкращою бомбардиркою клубу. У 2005 році зі своєю командою виступала у вищій лізі.
У 2009-2010 роках грала у вищій лізі Білорусі за клуб «Мінчанка-БДПУ». За підсумками сезону 2009 року включена до списку 22-ох найкращих футболісток країни. Влітку 2010 року перейшла в клуб «Вікторія» (Вороново), де грала до завершення професіональної кар'єри.